# Marquette (Michigan)
Marquette ist eine Stadt im amerikanischen Bundesstaat Michigan. Die Stadt ist Verwaltungssitz des Marquette County. Das U.S. Census Bureau hat bei der Volkszählung 2020 eine Einwohnerzahl von 20.629 ermittelt. Damit ist Marquette die bevölkerungsreichste Stadt auf der Upper Peninsula (UP), dem nördlichen und nur dünn besiedelten Teil Michigans.
Marquette ist seit seiner Gründung ein wichtiger Binnenhafen am Oberen See und wuchs vor allem durch die Forstindustrie und Erzbergbau. Seit 1899 ist Marquette Heimat der Northern Michigan University. Marquette ist seit 1937 Sitz des römisch-katholischen Bistums Marquette, mit Bischofssitz in der St. Peter Cathedral.

## Geographie
Nach den Angaben des United States Census Bureaus hat Marquette eine Fläche von 50 km², davon sind 31 km² Land und 29 km² (= 41,09 %) entfallen auf Gewässerflächen, die für Wassersport genutzt werden. Zum Stadtgebiet gehören mehrere kleine Inseln, darunter Middle Island, Gull Island, Lover’s Island, Presque Isle Pt. Rocks, White Rocks, Ripley Rock und die Picnic Rocks im Oberen See. Die Marquette Underwater Preserve liegt unmittelbar vor dem Ufer.
Marquette Mountain, der vor allem von Skifahrern benutzt wird, befindet sich im Stadtgebiet. Trowbridge Park in einem nicht gemeindezugehörigen Teil des Marquette Countys liegt westlich und die Marquette Township nordwestlich der Stadt.
U.S. Highway 41 und Michigan State Route 28 führen überlappend von Westen her in die Stadt und verlassen sie am Seeufer entlang nach Südwesten, wo sich die Strecken trennen. U.S. 41 verbindet Marquette in Richtung Süden mit Chicago, während M-28 ostwärts zur kanadischen Grenze bei Sault Ste. Marie führt. Duluth liegt am Ende einer einst weiterführenden Bahnstrecke der Duluth, South Shore and Atlantic Railway; diese Gleise sind von Marquette in Richtung Südwesten nicht mehr in Betrieb.

## Geschichte
In der Umgebung von Marquette finden sich nur spärliche Siedlungsspuren der amerikanischen Ureinwohner vor Ankunft europäischer Einwanderer. Die Gegend ist nicht wildreich und die Winter sind hart; auch treten hier viele Felsen mit Erzspuren zutage, die im Glauben der Ureinwohner Gewitter anziehen sollten. Der französische Jesuit und Entdecker Jacques Marquette soll die Gegend im 17. Jahrhundert erkundet haben, dafür finden sich jedoch keine sicheren Beweise. Die Franzosen waren jedenfalls die ersten europäischen Siedler hier, der nahegelegene Dead River ist auf der ältesten bekannten Karte als französisch Rivière de Morts bezeichnet.

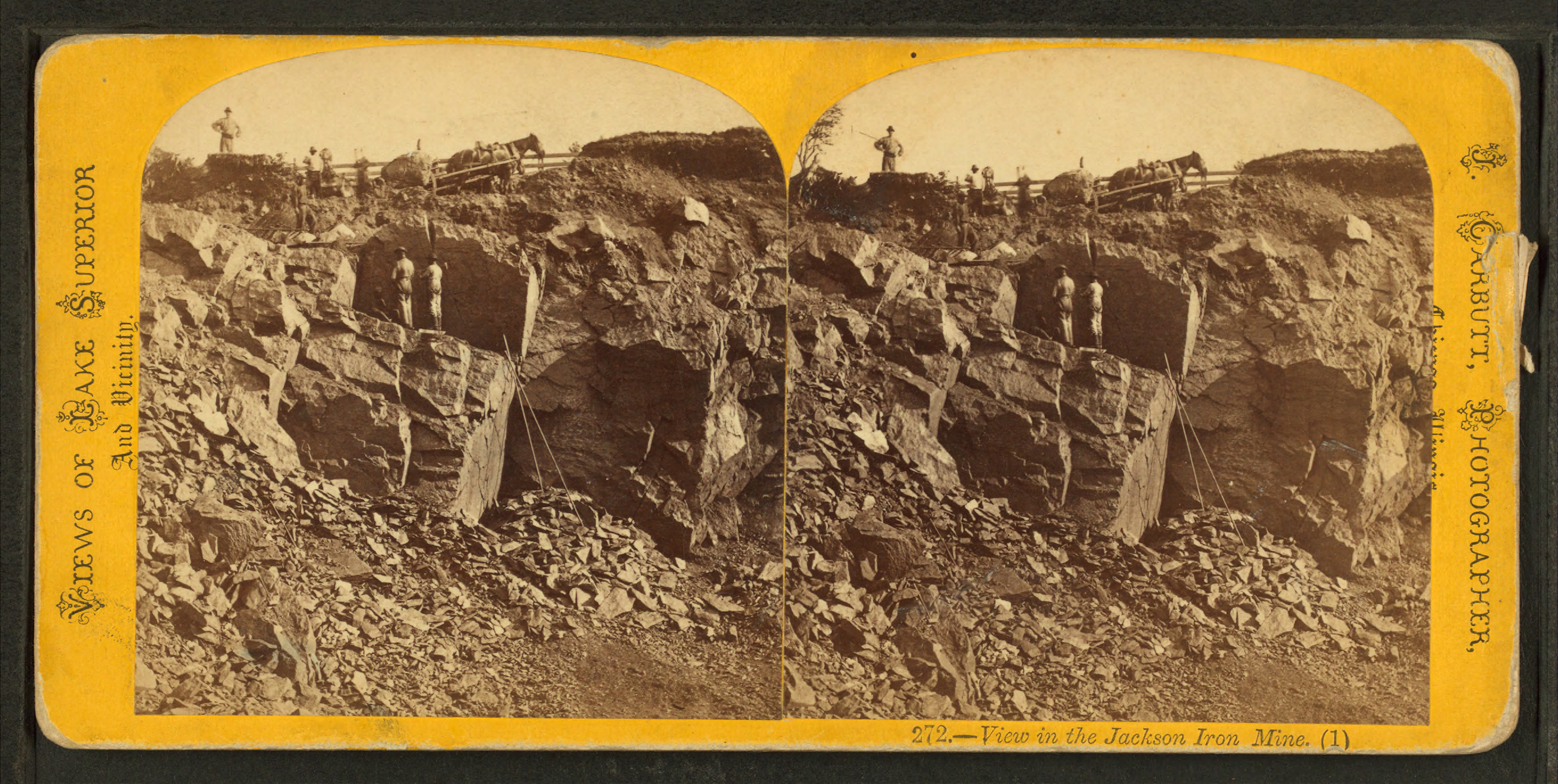
Stereoskopie der Jackson Mine (ca. 1865–1880.)

Die Franzosen besaßen schon im 17. Jahrhundert Kenntnis von Kupfererz-Vorkommen am Südufer des Lake Superior, beuteten diese jedoch nicht aus. Durch den verlorenen Franzosen- und Indianerkrieg (1754–1763) gegen die Briten wurde der französische Einfluss zurückgedrängt. 1830 wurde auf der Upper Peninsula zusätzlich zum Kupfer- erstmals auch Eisenerz entdeckt. 1841 bestätigt der vom Staat Michigan bestellte Geologe Douglass Houghton das Vorkommen von Eisenerz um das heutige Marquette. 1844 bestätigte der Landvermesser William A. Burt die Reichhaltigkeit des Vorkommens: bei der Vermessung des heutigen Negaunee (ca. 18 km südwestlich und landeinwärts von Marquette) traten starke Abweichungen der Kompassweisung durch das offen zu Tage tragende Erz auf. 1846 eröffnete am Ort der Burt'schen Entdeckung die Jackson Mine.
Um das in der Jackson Mine geförderte Eisenerz zu verschiffen, suchten die Betreiber des Bergwerks einen geeigneten Hafen am Lake Superior. Siedler unter der Führung des von Mackinac Island stammenden Robert Graveraet wählten den natürlichen Hafen der Mündung des Carp River neben dem heutigen Marquette. Die Bauarbeiten für den Hafen begannen im Sommer 1849. Die Siedler nannten den Ort Worcester, nach Worcester in Massachusetts, der Heimat von Amos R. Harlow, dem Anführer der zweiten Siedlergruppe, die der Gruppe von Graveraet gefolgt war. Das benötigte Baumaterial und Werkzeug kam per Segelschiff. Die Siedler errichteten Erzkais, Häuser, Schuppen und ein Hotel. Arbeiter und Siedler für den boomenden Erzbergbau folgten schnell, die meisten irischen, deutschen und französischen Ursprungs. 1850 wurde der Ort zu Ehren von Jacques Marquette von Worcester in Marquette umbenannt, 1859 als Village zur Gemeinde erklärt (incorporation), 1871 dann zur Stadt.

## Kultur und Sehenswürdigkeiten

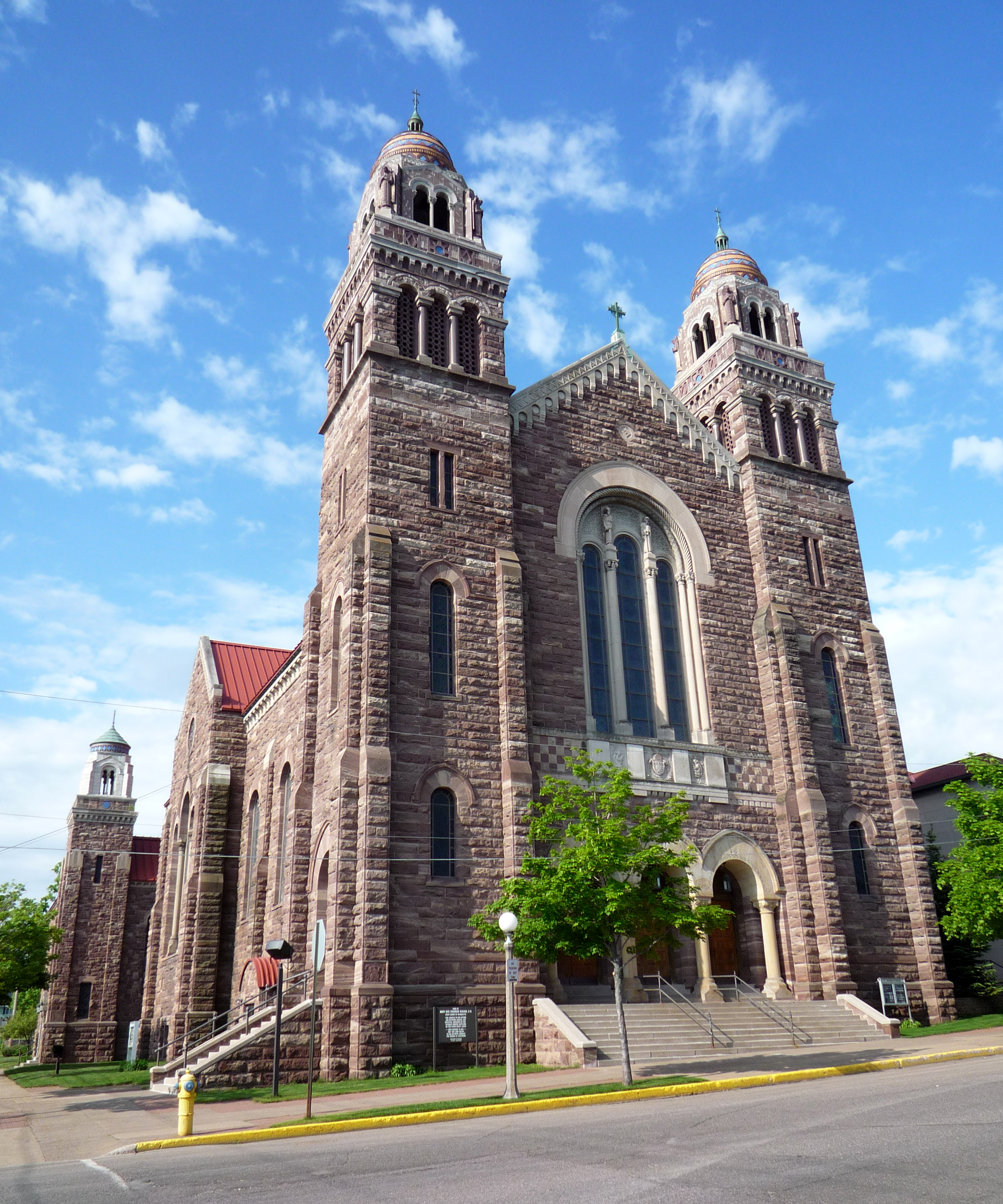
St. Peter Cathedral, Marquette

Der Presque Isle Park in Marquette wurde durch Frederick Law Olmsted entworfen, am bekanntesten für seine Planung des Central Park in New York. Das historische Rathaus der Stadt befindet sich am höchsten Punkt der Washington Street und wurde im neoromanischen Stil aus rötlichem Sandstein lokaler Herkunft erbaut.

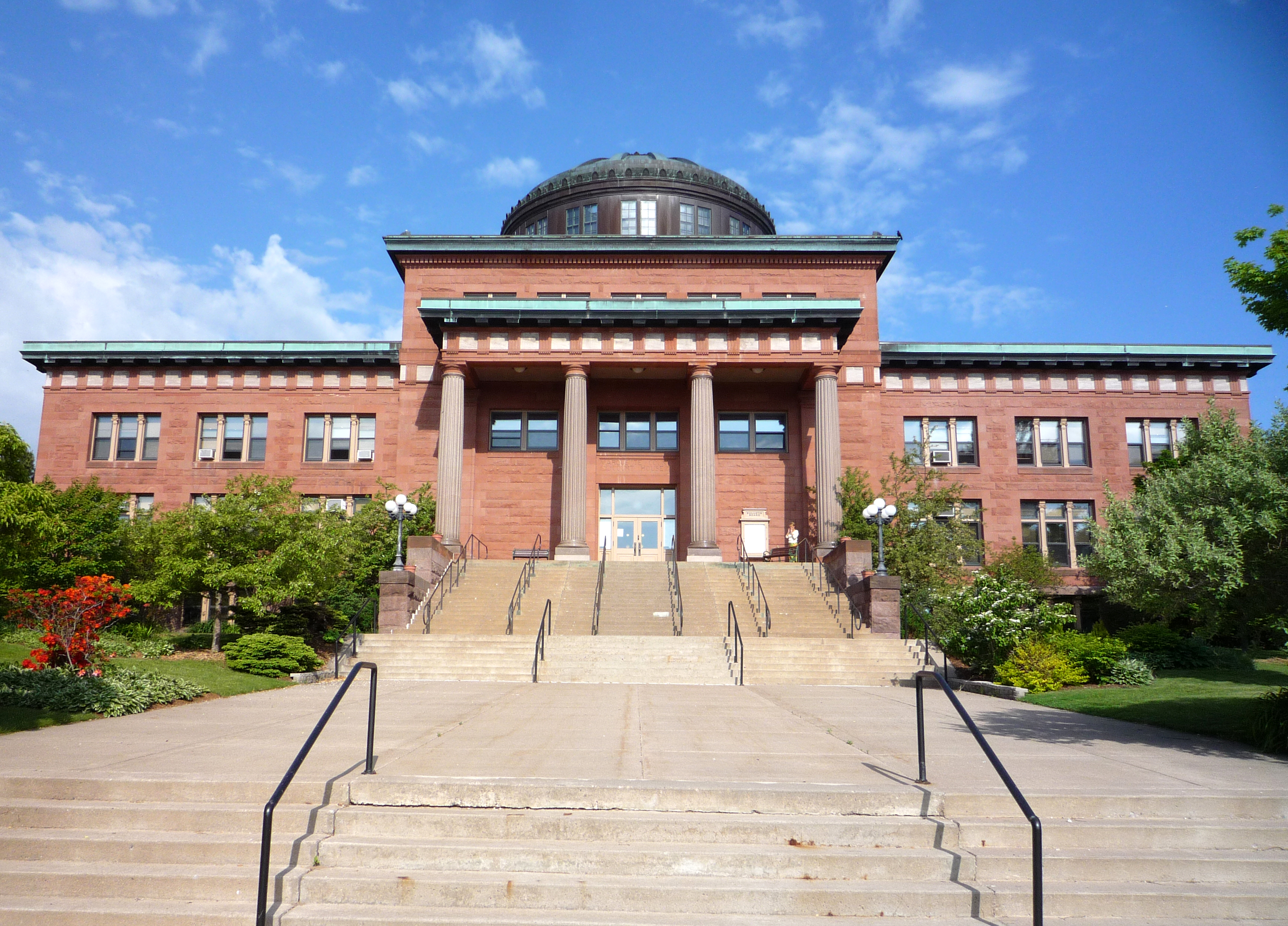
Marquette County Courthouse

Das Gerichtsgebäude des County, das Marquette County Courthouse, wurde 1978 in das National Register of Historic Places (NRHP) aufgenommen, und damit unter Denkmalschutz gestellt. Die Architekten Charlton und Gilbert aus Marquette entwarfen das Gebäude im neoklassischen Stil, und ließen es von 1902 bis 1904 aus lokal gewonnenem Sandstein errichten. 1913 gewann der ehemalige Präsident Theodore Roosevelt in diesem Gericht einen Zivilprozess wegen Verleumdung gegen den Herausgeber einer Zeitung. Die ihm zugesprochene Summe war sechs Cent, der „Preis einer guten Zeitung“. Ein anderer vor dem Gericht verhandelter Fall inspirierte den Roman Anatomy of a Murder von John D. Voelker, der 1959 unter dem Titel Anatomy of a Murder verfilmt wurde. Teile des Oscar-nominierten Films wurden im Marquette County Courthouse gedreht.
Weitere in das National Register of Historic Places aufgenommene Bauwerke sind das 1895 gebaute Upper Peninsula Brewing Company Building, der Harlow Block und das Call House, Longyear Building und Yongyear Hall, die City Hall und die Marquette City Water Works, die Harbor Light Station, das Savings Bank Building und das State House of Correction and Branch Prison.
Der 1991 erbaute Superior Dome, das Sportstadion der NMU, ist mit einem Durchmesser von 163 m die viertgrößte geodätische Kuppel und der größte hölzerne Kuppelbau der Welt.

## Söhne und Töchter der Stadt
- Roy A. Young (1882–1960), Bankier und Chairman der Federal Reserve System von 1927 bis 1930
- Frederick Eugene Wright (1877–1953), Mineraloge
- Alfred Kidder (1885–1963), Archäologe mit Grabungsgebiet im amerikanischen Südwesten, entwickelte mehrere innovative Verfahren der Archäologie[8]
- Ralph Royce (1890–1965), militärischer Flugpionier und Generalmajor der U.S. Air Force[9]
- John Lautner (1911–1994), Architekt
- Robert Erickson (1917–1997), Komponist von E-Musik
- Alfred Burt (1920–1954), Jazzmusiker, komponierte fünfzehn Alfred S. Burt Carols, Jazzstücke mit Weihnachtsthema
- Robert William Davis (1932–2009), Politiker
- Weldon Olson (1932–2023), Eishockeyspieler
- James W. Davis (* 1963), Politikwissenschaftler
- Wendel Suckow (* 1967), Rennrodler
- Eric Marcotte (* 1980), Radrennfahrer
- Andy Contois (* 1981), Eishockeyspieler
- Justin Florek (* 1990), Eishockeyspieler

## Klimatabelle
|                        | Jan   | Feb   | Mär   | Apr  | Mai  | Jun  | Jul  | Aug  | Sep   | Okt  | Nov  | Dez   |   |       |
| Mittl. Temperatur (°C) | −11,2 | −10,0 | −4,7  | 2,9  | 10,1 | 15,1 | 18,4 | 16,9 | 12,2  | 6,4  | −1,1 | −8,2  | ⌀ | 4     |
| Mittl. Tagesmax. (°C)  | −6,4  | −4,5  | 0,8   | 8,6  | 16,6 | 21,6 | 24,8 | 22,9 | 17,7  | 11,3 | 2,7  | −4,1  | ⌀ | 9,4   |
| Mittl. Tagesmin. (°C)  | −15,9 | −15,6 | −10,2 | −2,8 | 3,6  | 8,6  | 11,9 | 10,9 | 6,7   | 1,6  | −4,8 | −12,3 | ⌀ | −1,5  |
|                        |       |       |       |      |      |      |      |      |       |      |      |       |   |       |
| Niederschlag (mm)      | 55,1  | 43,9  | 70,4  | 67,1 | 77,0 | 88,4 | 73,2 | 86,6 | 103,6 | 91,7 | 73,4 | 66,3  | Σ | 896,7 |
|                        |       |       |       |      |      |      |      |      |       |      |      |       |   |       |
| Sonnenstunden (h/d)    | 3,4   | 4,6   | 5,8   | 7,5  | 9,0  | 9,7  | 10,4 | 8,7  | 6,7   | 5,5  | 2,6  | 2,5   | ⌀ | 6,4   |
|                        |       |       |       |      |      |      |      |      |       |      |      |       |   |       |
| Luftfeuchtigkeit (%)   | 72    | 72    | 72    | 67   | 68   | 71   | 71   | 73   | 75    | 71   | 76   | 74    | ⌀ | 71,8  |

| −15,9 |

| −15,6 |

| −10,2 |

| −2,8 |

| 3,6 |

| 8,6 |

| 11,9 |

| 10,9 |

| 6,7 |

| 1,6 |

| −4,8 |

| −12,3 |

| −15,9 |

| −15,6 |

| −10,2 |

| −2,8 |

| 3,6 |

| 8,6 |

| 11,9 |

| 10,9 |

| 6,7 |

| 1,6 |

| −4,8 |

| −12,3 |

## Städtepartnerschaften
- Higashiōmi, Japan, seit 1979
- Kajaani, Finnland, seit 1997